# Úrsula Corberó
Úrsula Corberó, née le 11 août 1989 à Sant Pere de Vilamajor (Catalogne), est une actrice espagnole.
Révélée au grand public en 2008 grâce à son rôle de Ruth Gómez dans la série adolescente Physique ou Chimie, elle s'impose rapidement comme une figure importante de la télévision et du cinéma espagnol. Elle fait ses débuts au cinéma en 2011 dans le film d'horreur Paranormal Xperience 3D. Par la suite, elle est à l'affiche de comédies comme ¿Quién Mató a Bambi? (2013), Perdiendo el Norte (2015) et Cómo sobrevivir a una despedida (2015).
En 2017, elle connaît le succès international grâce à son rôle de Silene Oliveira / « Tokyo » dans la série thriller La casa de papel, qui lui vaut plusieurs nominations — notamment aux Prix Feroz — et marque le début de sa carrière hollywoodienne. En 2021, elle est à l'affiche du film de super-héros américain Snake Eyes.

## Biographie

### Jeunesse et débuts
Úrsula Corberó Delgado est la fille de Pedro Corberó, menuisier et d'Esther Delgado, commerçante. Elle parle couramment l'espagnol et le catalan. Elle a révélé être née prématurée et, de ce fait, avoir un retard osseux.
Dès son plus jeune âge, elle sait qu'elle sera artiste et suit des cours d'interprétation, de chant et de danse (jazz et flamenco). À onze ans, elle pose pour le catalogue espagnol de Lacoste Kids. Elle apparaît pour la première fois sur le petit écran en 2002, dans la série catalane Mirall trencat, diffusée sur TV3. De 2005 à 2006, elle joue dans la série Ventdelplá, dans laquelle elle interprète le personnage de Sara. Elle apparaît ensuite dans des séries nationales comme El Internado (dans le rôle de Manuela Portillo) et obtient également  des rôles secondaires, comme dans Compte à rebours, en 2007.
Elle étudie à l'Escola Pia de Barcelone avec l'acteur Álvaro Cervantes et obtient un baccalauréat artistique, avant de commencer le tournage de Physique ou Chimie.

### Physique ou Chimieet ascension discrète (2008–2013)
Corberó devient célèbre en 2008 grâce à son rôle de Ruth Gómez Quintana, adolescente rebelle et souffrant de boulimie, dans la série Physique ou Chimie diffusée sur Antena 3. Dès lors, elle quitte Barcelone et sa famille pour s'installer à Madrid. La série, très bien reçue par le public juvénile, fait même des avant-premières à chaque début de saison, ce qui lui sert de tremplin. Son rôle reçoit un très bon accueil et elle obtient ses trois premiers prix en tant que meilleure actrice,,. Elle est désormais connue nationalement et internationalement, car la série est diffusée dans plusieurs pays d'Amérique latine (Mexique, Colombie, Pérou) et d'Europe (France, Portugal, Italie). Fin 2010, elle quitte la série.

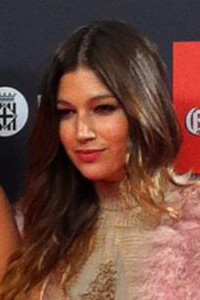
Corberó en 2013.

En 2011, Úrsula Corberó retrouve Maxi Iglesias pour le premier film d'horreur espagnol en 3D : Paranormal Xperience 3D. En dépit d'une très forte promotion publicitaire (avant-premières, séances de dédicaces, affiches, etc.), le film ne parvient pas à convaincre la critique. Cette même année, elle est à l'affiche de la série 14 de abril. La República (es), spin-off de La Señora (es), dans laquelle elle interprète Beatriz de la Torre, une jeune fille atteinte de la tuberculose au début du XXe siècle. À la suite de la crise économique qui touche l'Espagne et de la censure par le Parti populaire — alors au pouvoir de décembre 2011 à juin 2018 —, la deuxième saison n'est diffusée qu'en novembre 2018 sur RTVE, soit sept ans après le tournage. Toujours en 2011, elle tourne le téléfilm Los días de gloria, à propos du juriste et homme d'affaires Mario Conde, qui ne sera diffusé qu'en juillet 2013.
En 2012, elle se produit pour la première fois au théâtre, dans la pièce Perversiones sexuales en Chicago, de David Mamet, avec laquelle elle fait le tour de l'Espagne. La même année, elle s'essaie au stand-up dans l'émission El Club de La Comedia et obtient un rôle secondaire dans le film d'horreur, Afterparty. Elle rejoint la troisième saison de Gran Reserva mais la série ne sera diffusée sur TVE qu'un an plus tard à cause de la crise économique espagnole. Parallèlement, elle tourne le téléfilm Volare dirigé par Joaquín Oristrell (es).
Début 2013, Úrsula Corberó s'illustre aux côtés de Quim Gutiérrez et Clara Lago dans la comédie ¿Quién mató a Bambi?. Le film reçoit de bonnes critiques et est apprécié du public. Elle est également à l'affiche du thriller colombien Crimen con vista al mar avec Carmelo Gómez. En décembre 2013, elle double Sam dans Tempête de boulettes géantes 2.

### Tête d'affiche (2014–2016)
En 2014, Corberó est la première actrice à recevoir le prix Esprit Indomptable de la part du Festival international du film de Catalogne, récompensant l'ensemble de sa carrière et elle est également élue Femme de l'Année par le magazine Men's Health,. Cette même année, elle fait une apparition dans la série humoristique Con el culo al aire (es) et, en septembre 2014, elle intègre la troisième et dernière saison de la série historique Isabel dans le rôle de l'archiduchesse d'Autriche et tante de Charles Quint, Marguerite d'Autriche. Ce rôle lui vaut de bonnes critiques et lui permet d'élargir son public.
En mars 2015, elle joue dans la comédie romantique Perdiendo el Norte aux côtés de Yon González et Blanca Suárez. Le film est un énorme succès commercial dans le pays et devient le film espagnol ayant fait le plus d'entrées ainsi que le plus rentable de l'année 2015 (3e sur tous les films diffusés en Espagne). Il est diffusé internationalement grâce à Netflix qui en a racheté les droits ; en France on le retrouve sous le titre On marche sur la tête. À la télévision, elle donne vie à Anita dans la mini-série hispano-italienne La dama velata (it) et interprète Natalia de Figueroa y Martorell dans la série Anclados (es) aux côtés de Rossy De Palma. Malgré de bons scores d'audience, la série est annulée au bout d'une saison.
En avril 2015 elle décroche son premier rôle principal au cinéma dans Cómo sobrevivir a una despedida, la comédie déjantée de la réalisatrice primée Manuela Moreno. Elle y joue le rôle de Marta, une femme libre et pleine de vie, meilleure amie de la cheffe de bande interprétée par Natalia de Molina. Le film fut présenté en avant-première au Festival du cinéma espagnol de Malaga et était en compétition officielle pour le Biznaga d'or du meilleur film. Grâce à ce rôle, elle s'impose comme l'une des meilleures actrices comiques d'Espagne.
En 2016, elle est à l'affiche de La embajada (es), une série thriller d'Antena 3 par les créateurs de Grand Hôtel. Elle y interprète l'un des personnages principaux, Ester Salinas, fille des ambassadeurs interprétés par Belén Rueda et Abel Folk. Bien que les critiques soient mitigés, la série est un succès sur le plan des audiences et fut présentée à Cannes lors du Marché International des programmes de télévision. Elle est par la suite diffusée sur la chaîne américaine UniMas et nommée dans la catégorie Meilleure série européenne au Festival de la fiction TV de la Rochelle mais les producteurs décident de ne pas la renouveler pour une seconde saison,,.
Toujours en 2016, elle renouvelle l'expérience du doublage en prêtant sa voix à Katie dans Comme des bêtes et elle reprend son rôle de Marguerite d'Autriche pour le film La Corona Partida qui est une suite des séries Isabel et Carlos V, Rey Emperador.

### La Casa de Papelet percée internationale (depuis 2017)

#### La série de tous les succès
En janvier 2017, elle obtient un rôle principal dans la série thriller La casa de papel développée par Álex Pina, créateur et producteur de Vis-à-vis. Au casting, on retrouve des acteurs de renom tels que Miguel Herrán, Alba Flores, Pedro Alonso ou Itziar Ituño. Caractérisée par son humour noir et la place importante des rôles de femmes, la série tourne autour du braquage parfait qu'organise l'équipe du « Professeur » incarné par Álvaro Morte, dans la Fabrique nationale de la monnaie et du timbre. Úrsula est Tokyo, une jeune femme dure et impulsive, experte dans les vols à main armée, activement recherchée par la police.
Pour la première fois de sa carrière, Úrsula Corberó est unanimement acclamée par la critique ainsi que le public qui voit en ce rôle « un avant et un après dans sa carrière » et sans doute « le meilleur rôle de sa carrière », en rupture avec ses rôles précédents. Ce rôle lui vaut une nomination aux prix Feroz, dans la catégorie « meilleure actrice principale » ainsi qu'aux MIM Series dans la catégorie « meilleure actrice dramatique ». En 2018, elle remporte le prix Iris (es) dans la catégorie « meilleure interprétation féminine ». Cette même année, La Casa de Papel remporte le prix de la « meilleure série dramatique » aux International Emmy Awards.
Le succès de la série est tel que Netflix en rachète les droits et la diffuse à l'international à partir du 20 décembre 2017. Elle devient alors la série non-anglophone la plus regardée de l'histoire de la plateforme. La troisième saison sort le 19 juillet 2019 sur Netflix, accompagnée d'avant-premières à Madrid, Paris, Milan et Bogotá en présence des acteurs. La quatrième saison sort le 3 avril accompagnée du documentaire La casa de papel: le phénomène qui retrace l'histoire de la série et de son succès. Corberó est nommée aux Prix Platino dans la catégorie « meilleure actrice dans une mini-série ou une télé-série ».

#### Diversification au cinéma
Parallèlement, en mars 2017, l'actrice tourne dans le film de science-fiction Proyecto Tiempo réalisé par Isabel Coixet. Le film se composant de plusieurs épisodes, Úrsula est la protagoniste de La Llave dans lequel elle donne vie à Alma, une mère très étrange et presque dangereuse. Cette première partie du film a été présentée au Festival international du film de Saint-Sébastien de 2017. Maintenant adepte du doublage, elle prête sa voix à Smiler du film Le Monde secret des Emojis.
À l'automne 2017, elle décroche le rôle principal de L'Arbre de sang, film du réalisateur espagnol Julio Medem. C'est un thriller choral dans lequel elle tient le rôle de Rebeca, une jeune femme assez obscure et pleine de secrets qui, avec son mari Marc (interprété par Álvaro Cervantes), va partir à la recherche de leur passé sombre et mystérieux. Le film sort dans les salles espagnoles le 31 octobre 2018, puis sur Netflix en février 2019, et est bien reçu par la presse. Julio Medem confie aux magazines Fotogramas et Elle Espagne avoir eu le même coup de cœur pour Úrsula Corberó que pour l'actrice Paz Vega en 2001 et déclare que son jeu est « l'un des meilleurs qu'[il ait] vue dans [sa] vie de réalisateur ».

#### Tournant international

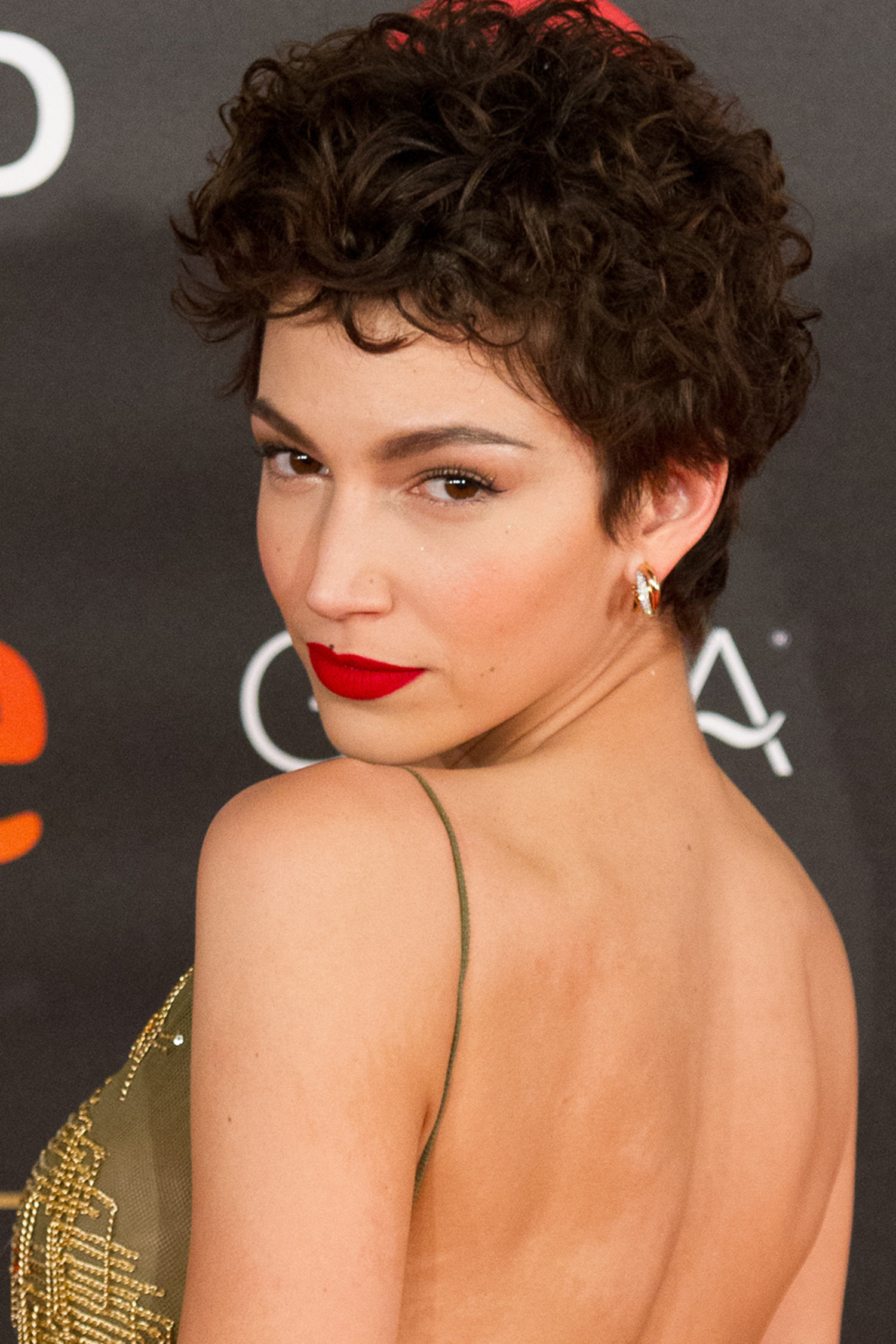
Corberó en 2018.

Début 2018, l'actrice quitte A6 Cinema pour l'agence Garay Talent et signe également dans l'agence américaine WME Agency ainsi que dans l'agence française IMG Models,. La même année, elle décroche un rôle récurrent dans la deuxième saison de la série américano-britannique Snatch, aux côtés des acteurs Rupert Grint et Luke Pasqualino. Elle y interprète Inès Santiago, une tueuse à gages et pilote automobile. C'est son premier rôle en anglais.
En septembre 2019, Úrsula décroche le rôle de la baronne Anastasia Cisarovna (auparavant interprété par Sienna Miller dans G.I. Joe: Le Réveil du Cobra) aux côtés des acteurs Henry Golding et Samara Weaving dans le spin-off du blockbuster américain G.I. Joe, Snake Eyes. Le film est réalisé par Robert Schwentke. La date de sortie, initialement prévue pour octobre 2020, a été décalé au 23 juillet 2021 aux États-Unis (au cinéma et sur Paramount+) et le 18 août 2021 en France, en raison de la pandémie de Covid-19,,.
En 2020, Corberó est la star du vidéo-clip de la chanson Un día (One Day), une collaboration de la chanteuse britannique Dua Lipa et des chanteurs colombien et porto-ricain J Balvin & Bad Bunny. Le clip a été réalisé par Chino Darín à Buenos Aires lors du confinement imposé en raison de la pandémie de Covid-19.
En avril 2022, Corberó rejoint le casting du film d'action En plein vol (Lift), produit par Netflix et réalisé par F. Gary Gray. Elle donne la réplique aux acteurs Kevin Hart, Gugu Mbatha-Raw et Vincent D'Onofrio, entre autres. Le film sort sur la plateforme en janvier 2024.
En septembre 2022, Corberó obtient le rôle principal de la mini-série produite par Netflix, Dévoré par les flammes (El cuerpo en llamas). Ce nouveau projet, inspiré de faits réels, marque le retour de l'actrice en Espagne. Elle donne à nouveau la réplique à Quim Gutiérrez, avec qui elle avait partagé l'affiche de ¿Quién mató a Bambi? en 2013. La performance de Corberó est saluée par la critique, ainsi que par le public, et lui vaut de nombreuses nominations,. Elle remporte notamment le Prix Ondas dans la catégorie « meilleure interprétation féminine ».
En avril 2023, l'actrice rejoint l'univers Star Wars en prêtant sa voix au personnage de Lola dans le court-métrage Sith. Ce dernier, produit par le studio d'animation espagnol El Guiri, et dirigé par Rodrigo Blaas, ouvre la deuxième saison de la série animée d'anthologie Star Wars: Visions. 
En février 2024, l'actrice apparaît dans un épisode de la série Mr. & Mrs. Smith, développée par Donald Glover pour la plateforme de streaming Prime Video. Elle rejoint également le casting de la nouvelle série de Sky et Peacock, The Day of the Jackal, aux côtés d'Eddie Redmayne et Lashana Lynch. À la suite du succès de la série, une seconde saison est annoncée en novembre 2024 et l'ensemble des acteurs est nommé dans la catégorie « Meilleure distribution pour une série télévisée dramatique » lors de la 31e cérémonie des Screen Actors Guilds Awards.
En septembre 2024, Corberó s'illustre aux côtés de l'acteur argentin Nahuel Pérez Biscayart dans le drame El Jockey, réalisé par Luis Ortega. Le film est présenté en compétition officielle à la Mostra de Venise, où il est également en lice pour le Queer Lion. Ce prix récompense les films traitant de l'homosexualité ou de la transidentité. Le film est également au programme du Festival international du film de Toronto ainsi que du Festival international du film de Saint-Sébastien. La performance de Corberó est saluée par les critiques et lui vaut de remporter un prix de la « meilleure interprétation féminine » au Festival international du nouveau cinéma latino-américain de La Havane ainsi qu'une nomination à la 72e cérémonie des Condors d'argent dans la catégorie « meilleure actrice principale ».

## Image publique
En 2010, à la suite d'un problème technique survenu lors d'un épisode de Physique ou Chimie, l'actrice devient un mème malgré elle avec la phrase « me quemaría por dentro » qui tourne en boucle pendant plus de cinq minutes. Corberó reproduit cette scène en 2019 dans la série Paquita Salas.
À la suite du succès de La Casa de Papel, Corberó devient la personnalité espagnole la plus suivie sur le réseau social Instagram avec plus de cinq millions de followers en mai 2018. En avril 2020, elle est dépassée par l'actrice de la série Élite, Ester Expósito. Elle comptabilise actuellement plus de vingt millions d'abonnés,,.

### Mode

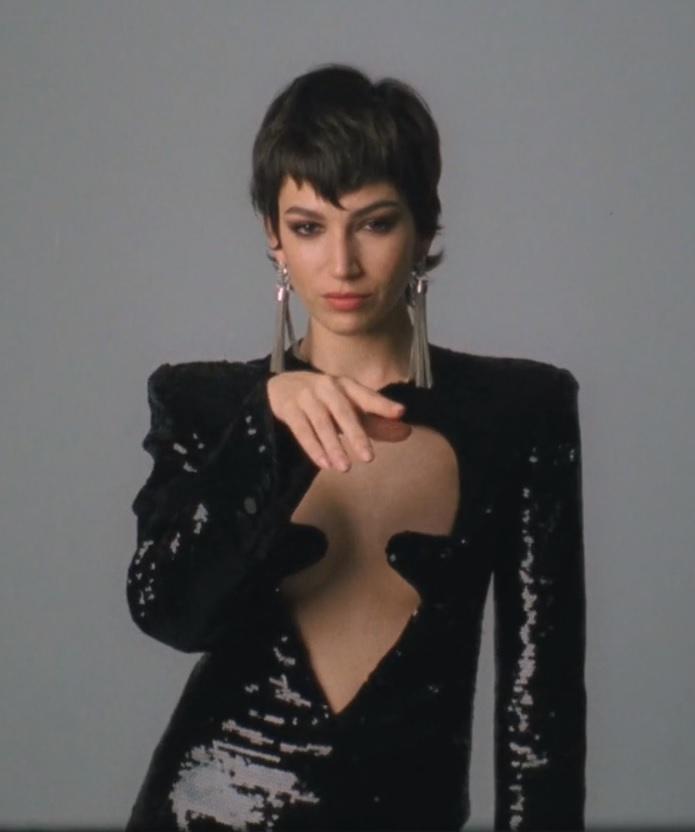
Corberó photographiée pour le journal de mode Glamour España.

Úrsula Corberó est considérée comme une « icône de mode » et est réputée pour ses nombreux changements capillaires,,.
En 2011, elle ouvre sa boutique baptisée Ursulolita (son surnom) mais, faute de rentabilité, elle est contrainte de la fermer à la fin de l'année 2016. En 2014, elle est l'autrice des blogs Úrsulolita's Way've et El Blog de Úrsula sur les sites de Madame Figaro et Glamour.
En 2015, elle se hisse à la deuxième place du classement Glamour des « dix actrices espagnoles les plus sexy », juste après Penélope Cruz.
Elle a fait la une de nombreux magazines de mode tels que InStyle, GQ, Harper's Bazaar et a également posé à maintes reprises pour le Vogue espagnol,,,,.
Elle est la muse de la créatrice catalane Teresa Helbig qui l'a habillé lors des Prix Goya en 2015, 2016 et 2018. Lors de la cérémonie de 2016, Corberó crée le buzz avec l'ouverture latérale de sa robe qui montrait sa jambe,.

#### Égérie de marques
Elle a été l'ambassadrice de plusieurs marques dont Tampax (2011 et 2014), Stradivarius (2014), Maybelline (2015-2017), Calzedonia (2015), Springfield (2016), Wolfnoir (2016-2017) et Multiópticas (2018). En 2019, elle devient le nouveau visage de la marque chilienne Falabella,,,,,.
Depuis 2018, Corberó est l'égérie mondiale de la collection Fiorever de Bulgari. En juin 2020, elle pose pour le créateur français Simon Porte Jacquemus en participant à la campagne #JacquemusAtHome. En juillet 2021, elle devient l'égérie de la marque de cosmétiques japonaise Shiseido. En septembre 2023, elle devient l'égérie du parfum 'Botanical Rainbow' de la marque de prêt-à-porter espagnole Loewe, aux côtés des acteurs Greta Lee et Stéphane Bak.

### Controverses
L'actrice a souvent été victime de critiques sur son physique et son poids, certains lui reprochant d'être « trop maigre » et même d'être anorexique. Elle a toujours nié et se décrit comme une très bonne mangeuse,.
En 2016, elle se confie sur ses années Physique ou Chimie et déclare : « Ce fut quatre années d'une intense éclosion hormonale: dix beaux jeunes gens, qui ont un travail, de l'argent et la célébrité. Imaginez. En fin de semaine, on louait une maison à Ségovie […], tout le monde couchait avec tout le monde et ça ne gênait personne. Il y avait beaucoup d'empathie. » Ses propos, amplifiés et déformés, font polémique et sont relayés dans les médias sous le titre « Les orgies d'Úrsula Corberó ». Les actrices Angy Fernández et Andrea Duro s'offusquent et nient tandis que Javier Calvo, Ana Milán et Maxi Iglesias soutiennent l'actrice. Lors de la promotion de la série La Embajada, Corberó est revenue sur ses propos: « Le matin, il y avait des déclarations et en soirée, c'était comme le téléphone arabe. Ce sont des propos qui ne sont pas sortis de ma bouche. Et ils ne sortiront jamais, car ce n'est pas vrai. »
Lors d'une interview accordée au magazine ICON El País en septembre 2016, l'actrice a déclaré avoir été attristé par cette polémique : « Cela m'a fait de la peine car si ces déclarations avaient été faites par un homme, ça n'aurait pas pris ces proportions. Ce sont les femmes qui m'ont le plus critiqué. Et ça m'a fait du mal. Finalement, ce sont les femmes les plus machistes. C'est impressionnant. Au lieu de se dire, “nous sommes des âmes libres, chacun est libre de faire ce qu'il veut de sa vie et de sa sexualité”, dès qu'on prononce le mot “baiser” c'est… incroyable. Si seulement les gens faisaient plus l'amour. Et, en plus, ce sont les femmes qui ont démenti. Les mecs de Physique ou Chimie n'ont jamais dit “ce n'est pas vrai”. Mais les femmes ont eu peur qu'on puisse penser qu'elles font l'amour. »

## Engagements
Úrsula Corberó est féministe. En 2018, elle participe à la campagne #AbortoLegalYa en faveur de la légalisation de l'avortement en Argentine,,.
L'actrice a participé à plusieurs campagnes de sensibilisation du cancer du sein, aux côtés des actrices Blanca Suárez et Clara Lago. Elle s'est également engagée dans la recherche pour le cancer infantile avec la Fondation Atresmedia et lors de la campagne #YoRedondeo,,.
Aux côtés de plus de 70 autres artistes (réalisateurs, acteurs, écrivains, producteurs…), elle fonde la société Ymás qui a pour but de permettre aux cinéphiles d'assister aux avant-premières, aux coulisses et bien plus encore.
En 2018, elle fait partie du jury de la 4e édition du We Art Water Film Festival, un festival international de courts-métrages ayant pour but de sensibiliser la population aux problèmes liés à l'eau dans le monde,.
En 2020, elle participe à la campagne #DarleLaVueltaAlSistema de Greenpeace aux côtés de la primatologue britannique Jane Goodall et des personnalités espagnoles telles que Jon Kortajarena et Elena Anaya.
En juillet 2023, elle devient ambassadrice de l'ONG britannique Save the Children qui défend les droits de l'enfant à travers le monde.

## Vie personnelle
De 2009 à 2011, Corberó est en couple avec l'acteur espagnol Israel Rodriguez, rencontré sur le tournage de la série télévisée Physique ou Chimie. Entre 2011 et 2012, elle entretient une relation avec le joueur de tennis espagnol Feliciano López. De 2013 à 2015, elle partage la vie du mannequin et acteur espagnol Andrés Velencoso. Le couple se sépare en raison d'une infidélité du mannequin.
Depuis 2016, elle est en couple avec l'acteur argentin Chino Darin, rencontré sur le tournage de la série télévisée La Embajada.
Corberó est proche des chanteuses argentines Lali Espósito et Nathy Peluso. Elle est également amie avec Madonna. En novembre 2023, la chanteuse l'invite sur la scène du Palau Sant Jordi, à Barcelone, dans le cadre de sa tournée The Celebration Tour.

### Positions politiques
Bien que catalane, elle ne se considère pas indépendantiste et soutient les deux camps. Néanmoins, à la suite du résultat du référendum du 1er octobre 2017, elle a réagi sur Twitter déclarant qu'elle avait « le cœur brisé » par la violence qui s’installe au sein de la société espagnole,.

## Filmographie

### Cinéma

#### Longs métrages
- 2011 : Elsinor Park de Jordi Roigé : Lissa
- 2011 : Paranormal Xperience 3D (XP3D) de Sergi Vizcaino : Belén
- 2013 : Afterparty de Miguel Larraya : María / Laura
- 2013 : Crimen con vista al mar de Gerardo Herrero : Sonia
- 2013 : ¿Quién mató a Bambi? de Santi Amodeo : Paula Larrea
- 2013 : L'Île des Miam-nimaux : Tempête de boulettes géantes 2 (Cloudy with a Chance of Meatballs 2) de Cody Cameron : Sam (voix)
- 2015 : On marche sur la tête (Perdiendo El Norte) de Nacho G. Velilla : Nadia
- 2015 : Cómo sobrevivir a una despedida de Manuela Moreno : Marta
- 2016 : La Corona Partida de Jordi Frades : Marguerite d'Autriche
- 2016 : Comme des bêtes (The Secret Life of Pets) de Chris Renaud et Yarrow Cheney : Katie (voix)
- 2017 : Proyecto Tiempo de Isabel Coixet : Alma (partie 1: La Llave)
- 2017 : Le Monde secret des Emojis (The Emoji Movie) de Tony Leondis : Smiler (voix)
- 2018 : L'Arbre de sang de Julio Medem : Rebeca
- 2020 : La casa de papel: El fenómeno (Money Heist: The Phenomenon) de Luis Alfaro : Elle-même (documentaire)
- 2021 : Snake Eyes de Robert Schwentke : Anastasia Cisarovna / Baroness (la Baronne en VF)
- 2024 : En plein vol (Lift) de F. Gary Gray : Camila
- 2024 : El Jockey de Luis Ortega : Abril

#### Courts métrages
- 2007 : Crónica de una voluntad de Julio de la Fuente : Cova
- 2011 : Slides de Luis Arribas : La petite-amie
- 2015 : Fashion Drama: Secretos de Belleza de Inès de Leon : elle-même
- 2016 : Etiqueta Negra de David Vergès : Alex
- 2017 : Una Historia de Amor de Riki Blanco : elle-même
- 2017 : Fashion Drama: Muñeca Vudu de Inès de Léon : Angie

### Télévision

#### Séries télévisées
- 2002 : Mirall Trencat : María (10 ans)
- 2005-2006 : Ventdelplà : Sara
- 2007 : Compte à rebours (Cuenta atrás) : Daniela
- 2007 : El Internado : Manuella Portillo
- 2008–2010 : Physique ou Chimie (Física o Química) : Ruth Gómez Quintana
- 2011 : 14 de abril. La República : Beatriz de la Torre
- 2013 : Gran Reserva : Julia Cortázar
- 2014 : Con el culo al aire : Sofia
- 2014: Isabel : Marguerite d'Autriche
- 2015 : Anclados : Natalia de Figueira y Martorell
- 2015 : La Dama Velata : Anita
- 2016 : La Embajada : Ester Salinas
- 2017 : ¿Qué fue de Jorge Sanz? : elle-même (épisode spécial: «Buena racha»)
- 2017–2021 : La Casa de Papel : Silene «Tokyo» Oliveira
- 2018 : Snatch : Inès Santiago
- 2019 : Paquita Salas : elle-même
- 2021 : La Casa de Papel: De Tokyo à Berlin : elle-même (série documentaire)
- 2023 : Dévoré par les flammes (El cuerpo en llamas) : Rosa Peral
- 2023 : Star Wars: Visions : Lola (épisode : Sith)
- 2024 : Mr. et Mrs. Smith (Mr. & Mrs. Smith) : Rooney (épisode 4)
- 2024 : The Day of the Jackal : Nuria

#### Téléfilms
- 2012 : Volare : Lila / Malva
- 2013 : Mario Conde, los días de gloria : Paloma Aliende

#### Web-séries
- 2016 : El Antivlog : Elle-même (plateforme Flooxer)

### Clips
- 2013 : Heartbreaker de Auryn
- 2014 : Lo importante de Pignoise (BO de ¿Quién mató a Bambi?)
- 2015 : Mi querida España de Kiko Veneno ft. Rozalen (BO de Perdiendo el Norte)
- 2018 : Cuando me miras de C. Tangana (réalisé par Eduardo Casanova)
- 2020 : Un día (One Day) de J. Balvin, Dua Lipa & Bad Bunny (réalisé par Chino Darín)

## Théâtre
- 2012 : Sexual Perversity in Chicago : Deborah

## Discographie

### Collaborations
- 2000 : Ven, ven, vamonos de fiesta avec le groupe Top Junior
- 2008 : El precio de la verdad de Cinco de Enero (chanté pour la série Physique ou Chimie)
- 2009 : Cuando lloras d'Angy Fernández (chanté par l'ensemble des acteurs de Physique ou Chimie)
- 2015 : Mi querida España de Kiko Veneno ft. Rozalen (BO de Perdiendo el Norte)

## Distinctions
| Année | Récompense                                              | Catégorie                                                            | Œuvre                           | Résultat   |
| ----- | ------------------------------------------------------- | -------------------------------------------------------------------- | ------------------------------- | ---------- |
| 2009  | Denominación de Origen de la Mancha                     | « Jeune de l'année »                                                 | Physique ou Chimie              | Lauréat    |
| 2010  | Top Glamour                                             | Actrice révélation de télévision                                     | Physique ou Chimie              | Lauréat    |
| 2011  | Prix Kapital                                            | Meilleure actrice                                                    | Physique ou Chimie              | Lauréat    |
| 2014  | Festival international du film fantastique de Catalogne | « Esprit indomptable »                                               | L'ensemble de sa carrière       | Lauréat    |
| 2014  | Men's Health                                            | Femme de l'année                                                     | Pour sa carrière                | Lauréat    |
| 2015  | Festival de cinéma d'Alicante                           | Prix « Ciudad de Alicante »                                          | Carrière prometteuse            | Lauréat    |
| 2015  | Neox Fan Awards (en)                                    | Meilleure actrice principale                                         | Cómo sobrevivir a una despedida | Nomination |
| 2018  | MiM Series                                              | Meilleure actrice dramatique                                         | La Casa de Papel                | Nomination |
| 2018  | Prix Feroz                                              | Meilleure actrice principale                                         | La Casa de Papel                | Nomination |
| 2018  | Prix Iris (es)                                          | Meilleure interprétation féminine                                    | La Casa de Papel                | Lauréat    |
| 2020  | Prix Platino                                            | Meilleure actrice dans une mini-série ou télé-série                  | La Casa de Papel                | Nomination |
| 2022  | Premios Juventud                                        | 'Me Enamoran' (nomination partagée avec Miguel Herrán)               | La Casa de Papel                | Nomination |
| 2023  | Prix Ondas                                              | Meilleure interprétation féminine                                    | Dévoré par les flammes          | Lauréat    |
| 2023  | Prix Forqué                                             | Meilleure interprétation féminine dans une série                     | Dévoré par les flammes          | Nomination |
| 2023  | Prix Feroz                                              | Meilleure actrice principale dans une série                          | Dévoré par les flammes          | Nomination |
| 2024  | Unión de Actores y Actrices                             | Meilleure actrice principale                                         | Dévoré par les flammes          | Nomination |
| 2024  | Prix Platino                                            | Meilleure actrice dans une mini-série ou télé-série                  | Dévoré par les flammes          | Nomination |
| 2024  | Prix Platino                                            | Prix du public à la meilleure interprétation féminine dans une série | Dévoré par les flammes          | Lauréat    |
| 2024  | Fotogramas de Plata                                     | Meilleure actrice de télévision                                      | Dévoré par les flammes          | Lauréat    |
| 2025  | Screen Actors Guild Awards                              | Meilleure distribution pour une série télévisée dramatique           | The Day of the Jackal           | Nomination |
| 2025  | Condors d'argent                                        | Meilleure actrice principale                                         | El Jockey                       | Nomination |

## Voix francophones
En France
- Marie Bouvet[106] dans :
  - L'Arbre de sang
  - Dévoré par les flammes (série télévisée)

- Alexandra Naoum[106] dans :
  - Snake Eyes
  - En plein vol

Et aussi
- Caroline Pascal dans Physique ou Chimie[106] (série télévisée)
- Cathy Boquet dans La casa de papel[107] (série télévisée)
- Daniela Labbé Cabrera dans The Day of the Jackal (série télévisée)